# La strada che porta alla realtà
La strada che porta alla realtà (The Road to Reality) è un saggio scientifico scritto da Roger Penrose, noto fisico teorico e divulgatore inglese.
In sintesi si connota come trattato della fisica dalle origini agli ultimi risultati sperimentali, avendo come comun denominatore le strutture matematiche che ne hanno permesso l'evoluzione, dal semplice concetto di numero all'idea stessa di universo come rappresentazione fisica di eleganti equazioni.

## Panoramica
L'obiettivo del libro, contenente poco più di 1100 pagine, è quello di far conoscere tutte le teorie fisiche che sono state sviluppate nel corso del tempo e quelle attualmente in uso, e gli strumenti matematici necessari per comprenderle. Dopo una spiegazione dei concetti matematici necessari, il libro comincia con l'argomento dello spazio-tempo. Da lì si passa ai campi nello spazio-tempo, ricavando le forze elettriche e magnetiche classiche da principi primi. Successivamente vengono discusse la meccanica lagrangiana e la meccanica hamiltoniana, con descrizioni dell'energia e delle leggi di conservazione, per poi passare a una discussione della fisica quantistica, della teoria delle particelle e della teoria quantistica dei campi. Un intero capitolo è dedicato al problema della misura in meccanica quantistica; i capitoli conclusivi trattano di alcune teorie sviluppate ma non ancora verificate sperimentalmente come le superstringhe, la gravità quantistica a loop e la teoria dei twistor.  Il libro termina con un'esplorazione di altre teorie e di possibili modi di procedere.
I capitoli finali riflettono la prospettiva personale di Penrose, che differisce per alcuni aspetti da quella che egli considera la moda attuale tra i fisici teorici. È scettico sulla teoria delle stringhe, alla quale preferisce la gravità quantistica a loop. È ottimista riguardo al suo proprio approccio, la teoria dei twistor. Ha anche alcune opinioni controverse sul ruolo della coscienza nella fisica, come esposto nei suoi libri precedenti.

## Edizioni
- Roger Penrose, La strada che porta alla realtà, collana collana Saggi, traduzione di Emilio Diana, Rizzoli, 2005.